# غونار لارسن
غونار لارسن (بالنرويجية البوكمول: Gunnar Larsen)‏ هو مترجم وصحفي ومحرر وكاتب وشاعر نرويجي، ولد في 5 فبراير 1900 في كريستيانية في النرويج، وتوفي في 5 نوفمبر 1958 في أوسلو في النرويج.

## وصلات خارجية
- غونار لارسن على موقع IMDb (الإنجليزية)
- غونار لارسن على موقع ميوزك برينز (الإنجليزية)
- غونار لارسن على موقع قاعدة بيانات الفيلم (الإنجليزية)